# Lancer du disque masculin aux Jeux olympiques d'été de 1936
Pour un article plus général, voir Athlétisme aux Jeux olympiques d'été de 1936.
Navigation
Los Angeles 1932 Londres 1948
L'épreuve du lancer du disque masculin aux Jeux olympiques de 1936 s'est déroulée le 5 août 1936 au Stade olympique de Berlin, en Allemagne.  Elle est remportée par l'Américain Ken Carpenter.

## Résultats

### Finale
| Rang               | Athlète           | Pays       | Essais | Essais | Essais | Essais | Essais | Essais | Marque | Note |
| Rang               | Athlète           | Pays       | 1      | 2      | 3      | 4      | 5      | 6      | Marque | Note |
| ------------------ | ----------------- | ---------- | ------ | ------ | ------ | ------ | ------ | ------ | ------ | ---- |
| Médaille d'or      | Ken Carpenter     | États-Unis | x      | 44.53  | 48.98  | x      | 50.48  | 47.48  | 50.48  | OR   |
| Médaille d'argent  | Gordon Dunn       | États-Unis | x      | 49.36  | 48.04  | 47.21  | 47.77  | x      | 49.36  |      |
| Médaille de bronze | Giorgio Oberweger | Italie     | 46.67  | 46.65  | 49.23  | 47.28  | x      | x      | 49.23  |      |
| 4                  | Reidar Sørlie     | Norvège    | 47.01  | 48.77  | 46.79  | 47.66  | 48.65  | 47.87  | 48.77  |      |
| 5                  | Willy Schröder    | Allemagne  | 44.79  | 47.22  | 45.01  | 47.39  | 47.81  | 47.93  | 47.93  |      |
| 6                  | Nikólaos Sýllas   | Grèce      | 47.75  | 44.58  | 47.07  | 45.34  | 47.59  | 47.67  | 47.75  |      |
| 7                  | Gunnar Bergh      | Suède      | 44.19  | 47.13  | 47.22  |        |        |        | 47.22  |      |
| 8                  | Åke Hedvall       | Suède      | 46.20  | 46.15  | 45.83  |        |        |        | 46.20  |      |
| 9                  | Johann Wotapek    | Autriche   | 45.65  | 44.34  | 46.05  |        |        |        | 46.05  |      |
| 10                 | Helge Sivertsen   | Norvège    | x      | 45.82  | 45.89  |        |        |        | 45.89  |      |
| 11                 | Hans Fritsch      | Allemagne  | 38.91  | 45.10  | 43.61  |        |        |        | 45.10  |      |
| 12                 | Jules Noël        | France     | 44.56  | x      | 43.70  |        |        |        | 44.56  |      |
| 13                 | Walter Wood       | États-Unis | 43.83  | x      | 43.32  |        |        |        | 43.83  |      |